# Alojzy Niemetz

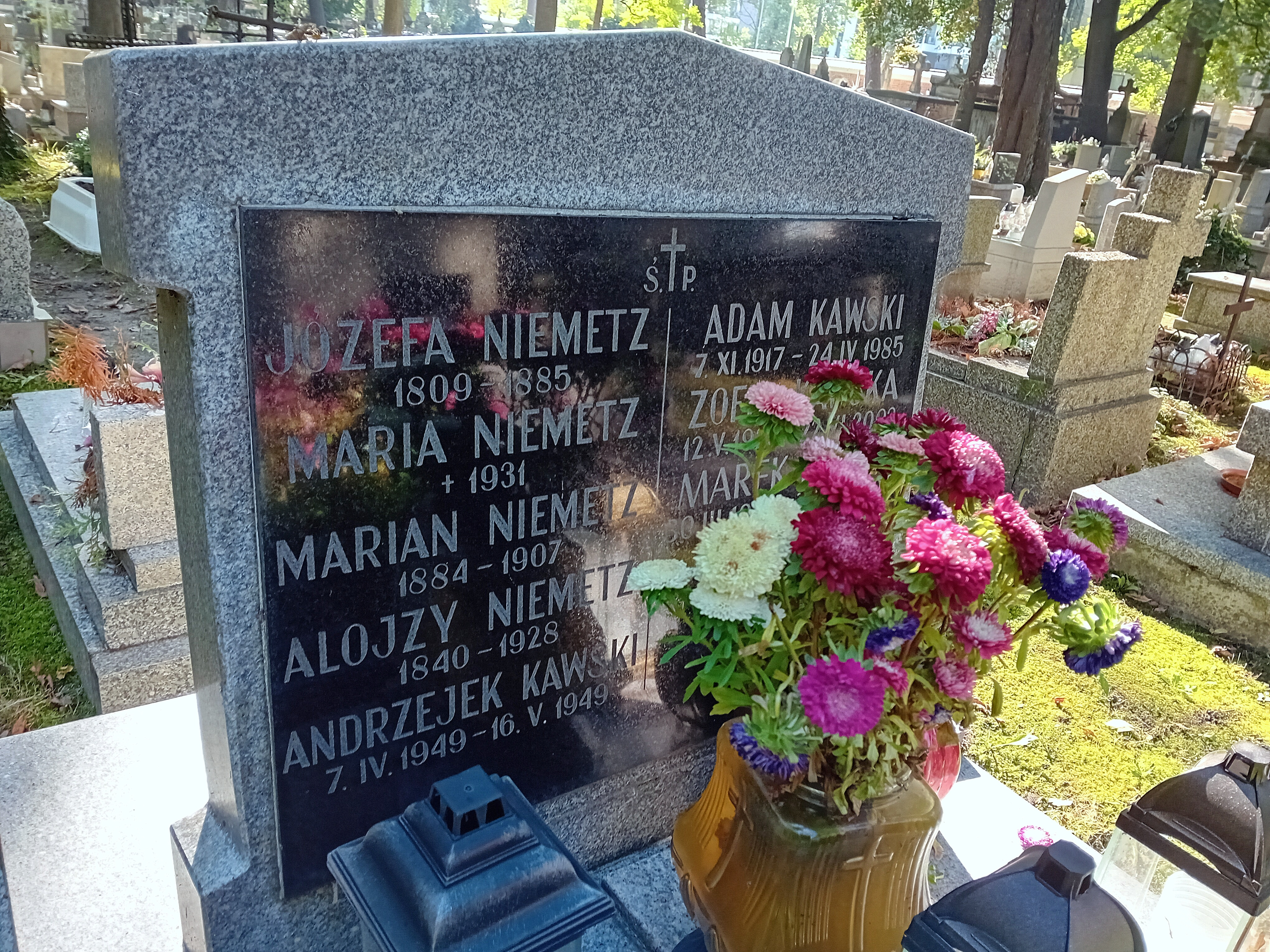
Tabliczka na grobowcu Niemetzów

Alojzy Niemetz (ur. 8 sierpnia 1840 w Muszynie, zm. 30 marca 1923 w Krakowie) – polski nauczyciel, urzędnik.

## Życiorys
Jego rodzicami byli Władysław (niem. Wenzel), w latach 40. XIX wieku kasjer i pisarz w administracji gminy Muszyna (niem. Muszynaer Marktkämmerei) i Józefa z domu Bogusz (1809-8 lutego 1885).
W okresie zaboru austriackiego w ramach autonomii galicyjskiej pracował zarówno w sferze szkolnictwa jak i w służbie sądowniczej. W latach 60. uczył muzyki i śpiewu w dwuletniej drugiej męskiej preparandzie w Jarosławiu, działającej w rzymskokatolickiej Szkole Głównej męskiej. W roku szkolnym 1873/1874 uczył śpiewu w C. K. I Gimnazjum w Rzeszowie.
Od 1869 do 1880 był kancelistą w C. K. Sądzie Powiatowym w Głogowie Małopolskim. Od 1880 do 1882 pracował jako adiunkt urzędu hipotecznego ksiąg gruntowych przy C. K. Sądzie Krajowym w Krakowie. Z tego stanowiska w 1882 został mianowany przełożonym urzędów pomocniczych w C. K. Sądzie Obwodowym w Rzeszowie i sprawował stanowisko jako naczelnik urzędu pomocniczego rzeszowskiego SO do 1897. Był radnym miejskim w Rzeszowie w latach 1885-1891 i 1893-1897 (18 lipca 1897 zrezygnował z mandatu, po czym 21 lipca 1897 cofnął tę decyzję, pozostawał radnym do października 1897). W październiku 1897 został mianowany dyrektorem kancelarii sądowej I klasy w C. K. Sądzie Krajowym w Krakowie i pełnił to stanowisko do 1903. Politycznie był związany ze stronnictwem demokratów, w 1906 został wybrany członkiem zarządu Polskiego Towarzystwa Demokratycznego w Krakowie. Został odznaczony austro-węgierskim Medalem Jubileuszowym Pamiątkowym dla Cywilnych Funkcjonariuszów Państwowych. Uzyskał tytuł radcy cesarskiego.
Do 1897 był członkiem wydziału i dyrekcji Kasy Oszczędności miasta Rzeszowa, a do początku 1905 Kasy Oszczędności miasta Krakowa. Należał do Polskiego Towarzystwa Gimnastycznego „Sokół”; był członkiem i działaczem rzeszowskiego gniazda, w 1905 został wybrany członkiem wydziału krakowskiego gniazda na dwa lata. Był członkiem zarządu oraz pierwszym dyrektorem referentem Towarzystwa Zaliczkowego Urzędników w Krakowie od 1898 do czasu ustąpienia 2 maja 1914. Był członkiem wydziału Towarzystwa Właścicieli Realności w Krakowie oraz był członkiem komisji redakcyjnego organu prasowego tegoż, czasopisma „Krakowianin”.
W Krakowie zamieszkiwał przy ul. Smoleńsk 21. Zmarł 30 marca 1923. Został pochowany na cmentarzu Rakowickim w Krakowie (kwatera Ł). 
Jego żoną była Maria z domu Szczepańska (ur. 17 czerwca 1854 w Limanowej, zm. 25 października 1931 w Sanoku). Alojzy Niemetz miał brata, zamieszkałego w Sátoraljaújhely, który zajmował się produkcją wina. Miał dwoje dzieci, Czesławę (ur. 20 lipca 1880, zm. 6 października 1976 w Krakowie, żona Mariana Kawskiego), oraz syna Mariana (1884- 31 sierpnia 1907).

## Publikacje
- Podręcznik do ustawy i instrukcyi hipotecznej (wyd. 1 – 1881, nakładem księgarni J. A. Pelara  / H. Czerny w Rzeszowie[42], wyd. 2 – 1886[43][44])
- Alfabetyczny regestr okólników sądowych, wydanych od r. 1855 do końca 1883, dotąd drukiem nieogłoszonych, przeznaczony do użytku c. k. sądów, adwokatów, notaryuszów i t. p. (1884)
- Wskazówki do szybkiego załatwienia czynności z wykonania ustaw z dnia 23 maja 1883 r. k. 82 i 83 Dz. p. p. wypływających (1890)

## Galeria

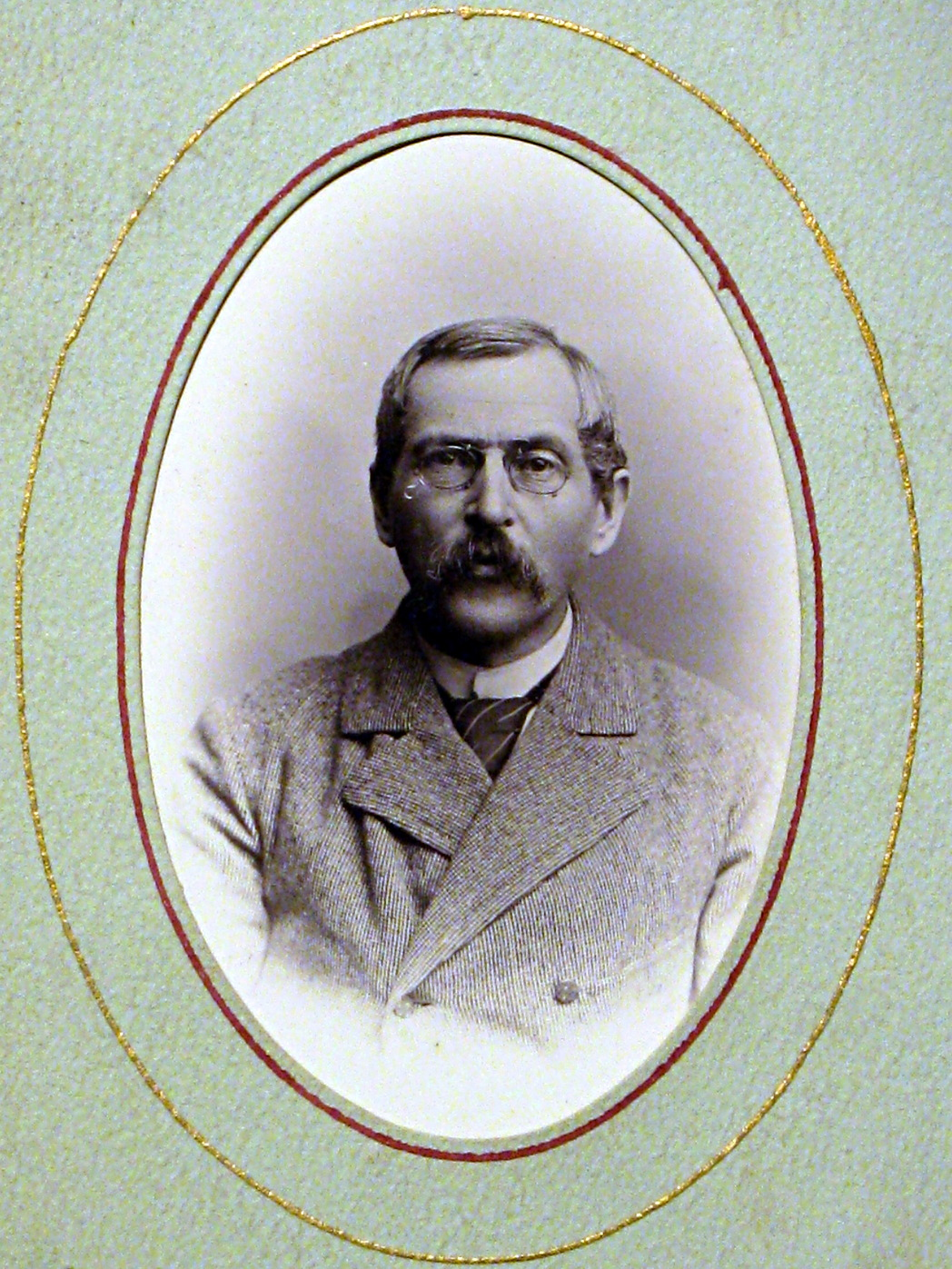
Alojzy Niemetz
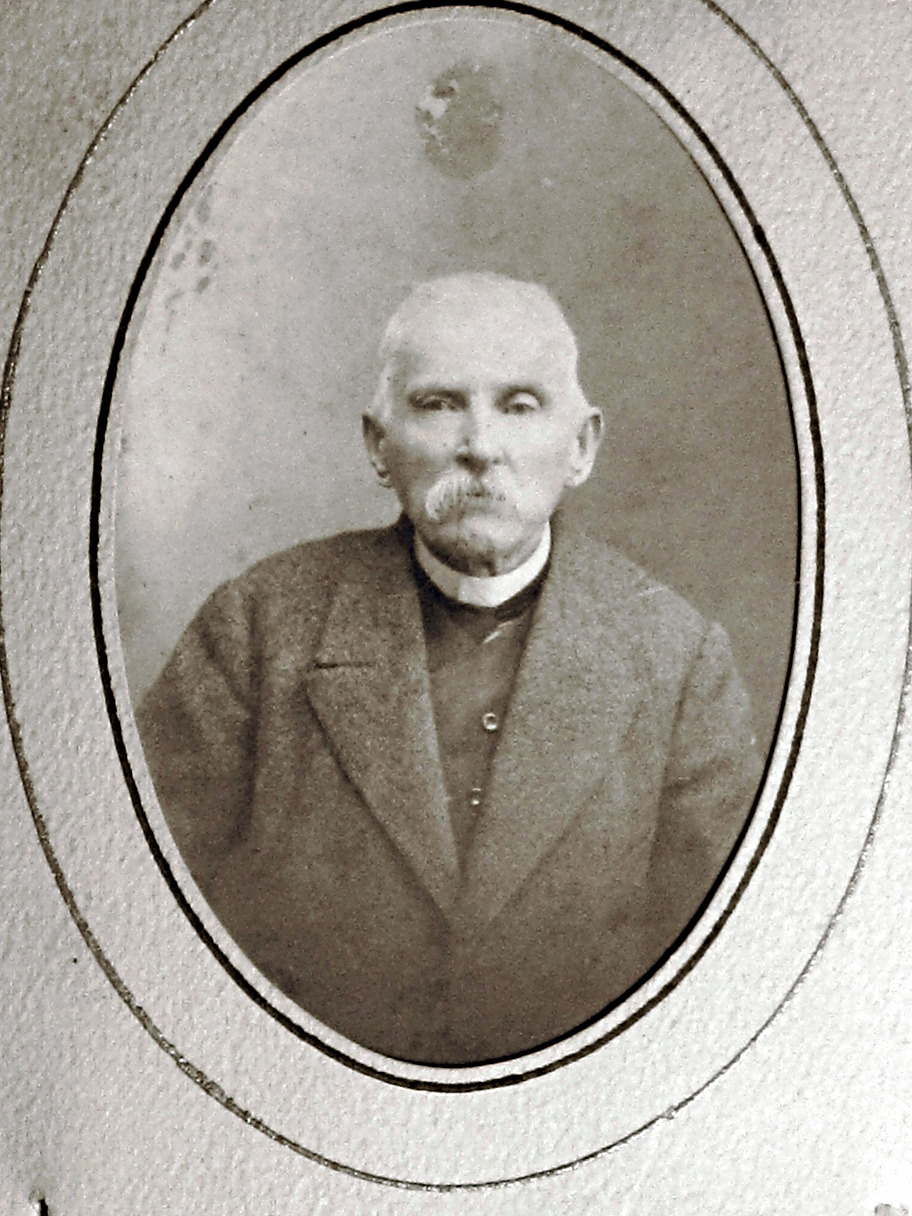
Alojzy Niemetz
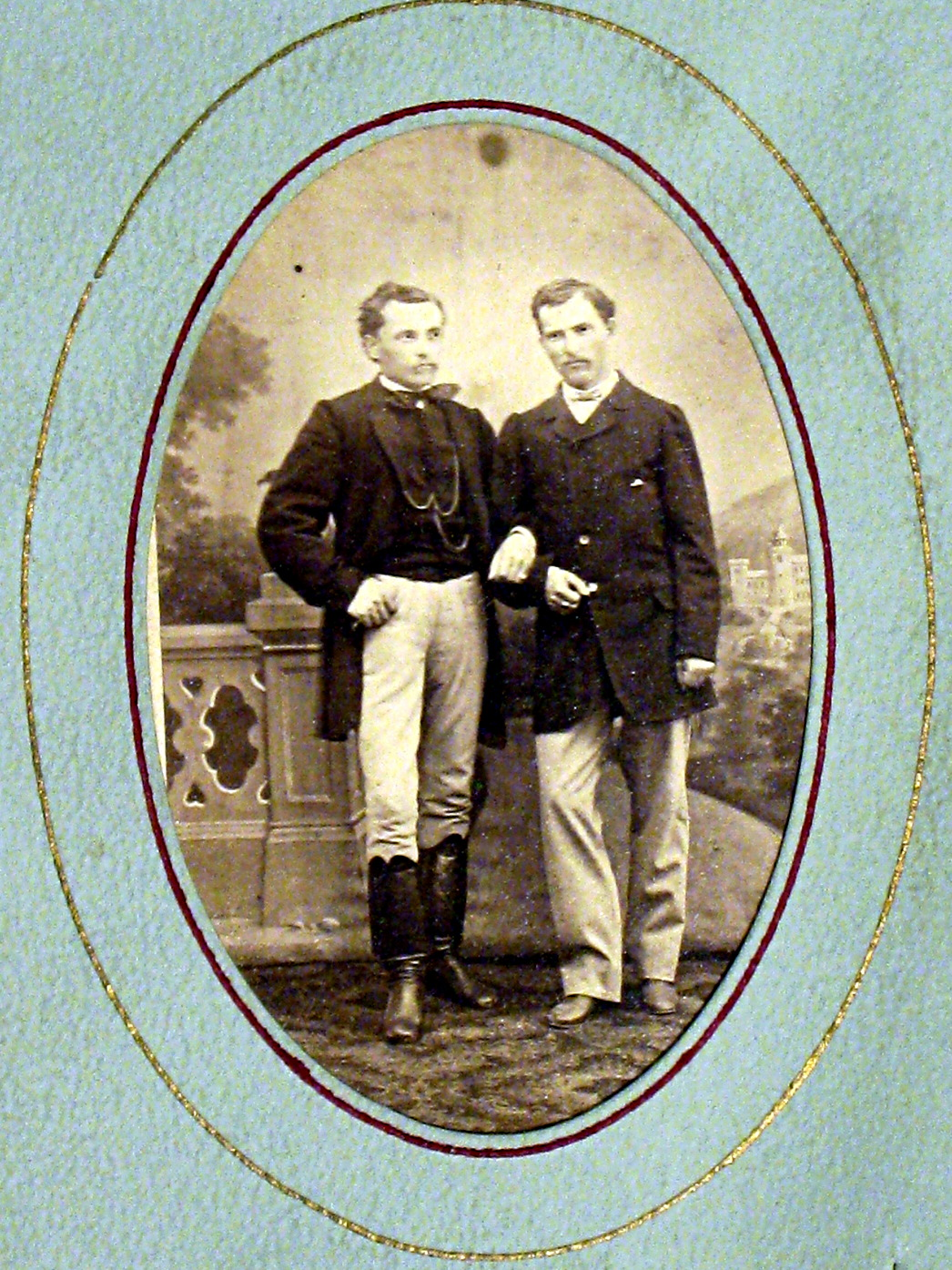
Alojzy Niemetz z bratem (w stroju węgierskim)
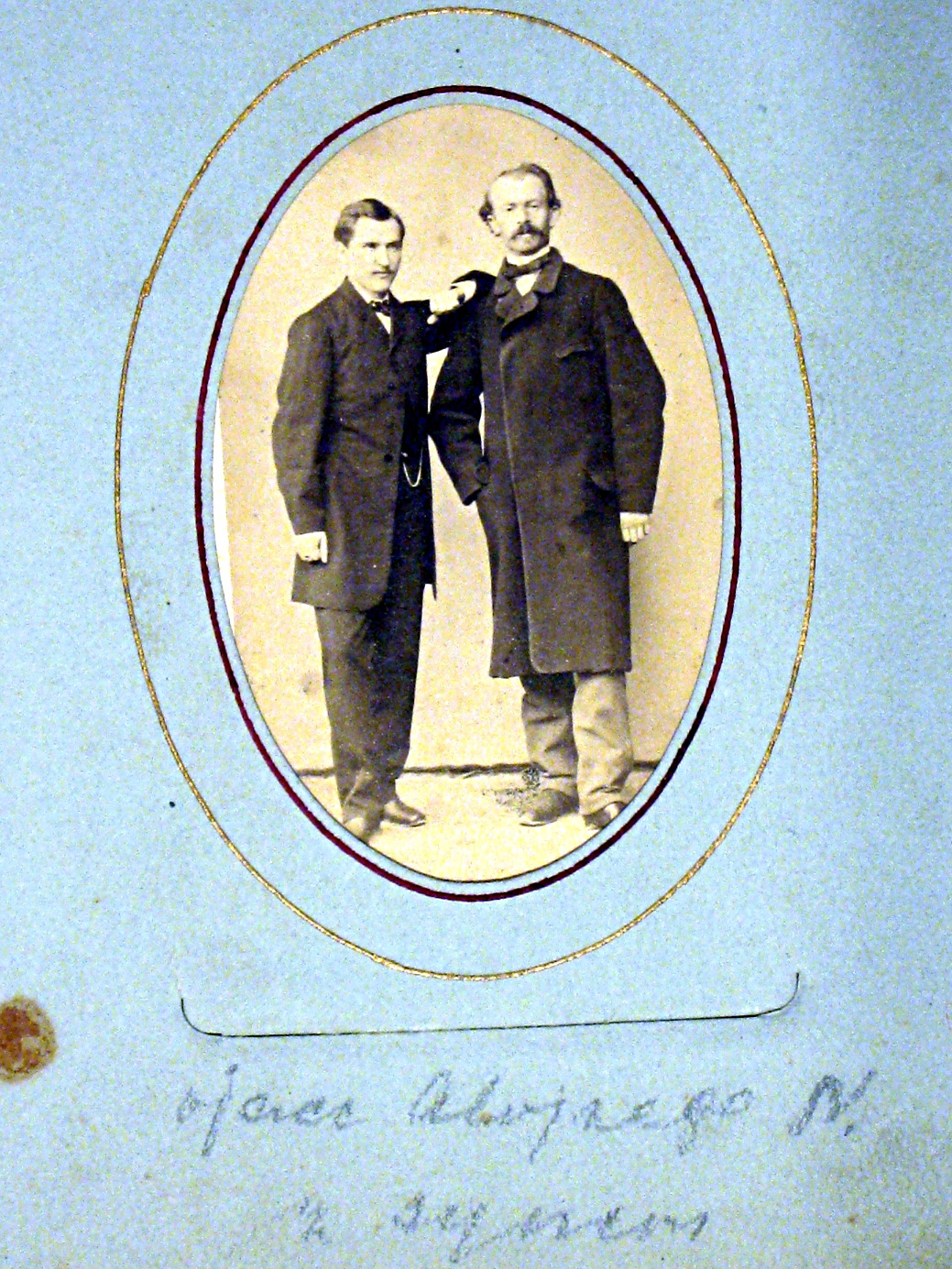
Alojzy Niemetz z ojcem Władysławem

Wszystkie zdjęcia pochodzą z albumu córki Alojzego Niemetza, Czesławy Kawskiej.